# Öjvind
Öjvind (även Öyvind, Eyvind, Eivind och Evind) är ett fornnordiskt mansnamn som förekommer på runstenar, ett runstensnamn. Ett exempel är Kälvestenen från 800-talet. Namnet infördes som namnsdag den 26 augusti mellan 1986 och 1993.
I den finlandssvenska namnsdagslängden har Öjvind namnsdag 3 juli, tillsammans med Ejvind, sedan 1995. Före det hade Öjvind namnsdag 2 november 1950–1994.

## Personer med namnet Öjvind
- Pehr Evind Svinhufvud
- Jan-Öjvind Swahn
- Öyvind Fahlström